# 皱果赤瓟
皱果赤瓟（学名：Thladiantha henryi）为葫芦科赤瓟属的植物，是中国的特有植物。分布在中国大陆的陕西、湖北、四川、湖南等地，生长于海拔1,150米至2,000米的地区，一般生于路旁、山坡林下及灌丛中，目前尚未由人工引种栽培。

## 异名
- Thladiantha henryi Hemsl. var. verrucosa (Cogn.ex Oliv.) A. M. Lu et Z. Y. Zhang